# Wolf Vostell
Wolf Vostell (Leverkusen, 1932. október 12. – Berlin, 1998. április 3.) német képzőművész, festő, szobrász.
A huszadik század második felében különféle képzőművészeti műfajok és technikák, mint az installáció, videóinstalláció, video art, happening, fluxus, dekollázs úttörői közé tartozott.

## Élete
Leverkusenben született. 1950-től kezdett alkotni. 1953-ban illusztrátorsegédként kezdett dolgozni és a Wuppertali Alkalmazott Művészeti Akadémián tanult. Az első dekollázsát 1954-ben készítette. 1955-56-ig a párizsi École Nationale Superieur des Beaux Arts-ban, 1957-ben a Düsseldorfi Művészeti Akadémián tanult.

## Fordítás
- Ez a szócikk részben vagy egészben  a   Wolf Vostell című angol Wikipédia-szócikk fordításán alapul.  Az eredeti cikk szerkesztőit annak laptörténete sorolja fel. Ez a jelzés csupán a megfogalmazás eredetét és a szerzői jogokat jelzi, nem szolgál a cikkben szereplő információk forrásmegjelöléseként.